# Robot Carnival
Robot Carnival (яп. ロボット・カーニバル Роботто Ка:нибару, Карнавал роботов) — полнометражный аниме-фильм-антология, выпущенный студиями A.P.P.P. и Studio 4°C. Премьера состоялась 21 июля 1987 года на видеоносителях, также были показы на кинофестивалях.
Фильм состоит из 9 частей, снятых несколькими известными режиссёрами. Некоторые начинали как аниматоры, не имея опыта постановки. Каждый сегмент отличается стилем анимации и жанром, от комедии до драмы.

## Сюжет
История рассказывает о взаимодействии человека с роботами, а именно последствия создания жизни собственными руками.

### Начало / Конец
«Начало» (яп. オープニング О:пунингу) происходит в пустыне. Мальчик находит небольшую рекламу о том, что скоро будет карнавал роботов. Он предупреждает людей в деревне, которые прячутся и убегают. Над деревней нависает огромная тень и появляется огромная машина с роботами, которая стирает все в порошок. Когда-то это была великолепная передвижная витрина, теперь это ржавый и неисправный двигатель разрушения.
В девятом фрагменте истории — «Конец» (яп. エンディング Эндингу) — карнавал роботов останавливается у дюны в пустыне. Он не может подняться на песчаное препятствие и глохнет у его основания. Когда солнце садится над путешествующей реликвией, зрителю показывают воспоминания о бывшем величии карнавала — времени, когда он был бесподобным двигателем веселья, приносившим радость в посещаемые города. На рассвете платформа движется вперед с внезапным приливом энергии и пересекает дюну на своем пути. Последний толчок оказывается слишком большим для полуразвалившейся машины, и она наконец разваливается на части в пустыне. После чего демонстрируется большая часть титров.
После титров следует небольшой эпилог. Несколько лет спустя старик находит музыкальную шкатулку с роботизированной балериной и приносит ее домой. Все хлопают выступлению балерины, но в конце танца она взлетает и взрывается, уничтожая дом, в который её принесли.
- Режиссер / Сценарист / Раскадровка: Кацухиро Отомо и Ацуко Фукусима.

### Шестерёнка Франкенштейна
«Шестеренка Франкенштейна» (яп. フランケンの歯車 Фуранкэн но Хагурума). Безумный учёный пытается оживить своего робота с помощью молнии, как Франкенштейна. Когда он приходит в себя, робот копирует всё, что делает ученый. Обрадованный, ученый танцует с ликованием, спотыкается и падает. Видя это, робот тоже падает на учёного, убивая его.
- Режиссер / Сценарист / Дизайнер персонажей: Кодзи Моримото

### Лишение
Инопланетные роботы-солдаты нападают на город и похищает людей, в том числе молодую девушку. Ее спутник, андроид, поврежден, но сохраняет свой медальон, который она ему отдала за секунду до своего похищения.
Позже юноша со сверхчеловеческими способностями вступает в схватку с роботами, но проигрывает и попадает в плен. Его пытают, но он избавляется от своей человеческой маскировки и становится роботом из начала истории. Победив двух могущественных роботов и лидера пришельцев, он спасает девушку.
- Режиссер / Сценарист / Дизайнер персонажей: Хидэтоси Амори.

### Присутствие
«Присутствие» (яп. プレゼンス Пурэдзэнсу). Один из двух эпизодов с диалогами. Рассказывает историю человека, который одержим гиноидом, которого он тайно строит, пытаясь компенсировать отсутствие каких-либо близких отношений со своей женой и семьей, потому что всегда хотел попробовать отношения с кем-то женственным. Когда собранная им девушка приобретает собственную личность, не похожую на ту, которую запрограммировал мужчина, признается ему в чувствах и хочет отношений, он в панике разбивает ее и покидает свою секретную лабораторию. Двадцать лет спустя у мужчины возникает видение, в котором гиноид появляется перед ним, но затем взрывается до того, как он успел взять ее за руку. Он возвращается в свой сарай и находит ее, все еще сидящую разбитой в углу, покрытой пылью. Затем она снова появляется перед мужчиной. На этот раз он берет ее за руку и уходит с ней вдаль, а потом исчезает на глазах у жены.
- Режиссер / Сценарист / Дизайнер персонажей: Ясуоми Умэцу.

### Звёздный ангел света
Рассказ в стиле бисёдзё, в котором повествуется о девочке-подростке, которая вместе с подругой веселится в парке развлечений с декорациями в духе киберпанка и сотрудниками в костюмах роботов. Одна из девушек пробегает мимо одного такого сотрудника, обронив свой медальон, в котором хранится фотография её парня. Подруга хочет познакомить её со своим бойфрендом, но увидев того главная героиня обнаруживает, что это её парень, и убегает в слезах (после этого подруга даёт парню пощёчину). Робот-сотрудник пытается догнать её, чтобы вернуть медальон. Девушка забегает на аттракцион с виртуальной реальностью, в котором посетитель с помощью своих эмоций и мыслей сам воссоздаёт окружающую обстановку. Поначалу ей нравится происходящее вокруг, но затем ее находит сотрудник и протягивает медальон, что вызывает неприятные воспоминания, порождающие огромного монстра. «Робот» её спасает, побеждает противника и в конце вечера уже без костюма идёт с ней на свидание.
Согласно описанию из альбома с саундтреком, сюжет был вдохновлённом видеоклипом песни «Take On Me» группы a-ha.
- Режиссер / Сценарист / Дизайнер персонажей: Хироюки Китадзумэ.

### Облака
Робот неопределённого пола проходит сквозь время и эволюцию человечества, показанную зрителю в виде облаков на заднем плане, сменяющих друг друга. В конце концов ангел, плачущий о его бессмертии, превращает его в человека.
- Режиссер / Сценарист / Дизайнер персонажей, фонов / Ключевой аниматор: Манабу Охаси.

### Странные рассказы о машинной эпохе Мэйдзи: вторжение Запада
«Странные рассказы о машинной эпохе Мэйдзи: вторжение Запада» (яп. 明治からくり文明奇譚〜紅毛人襲来之巻〜 Мэидзи Каракури Бунмэи Китан: Ко:мо:дзин Сю:раи но Маки). Рассказывает о том, как могли бы развиваться события, будь в эпоху Мейдзи мехи. В небольшую деревню вторгается иностранец в гигантском роботе и на английском заявляет, что собирается тут всё уничтожить. Ему противостоит группа подростков, управляющая другим роботом. Противостояние помимо того, что очень комичное, так еще и медленное, главные герои наполовину разрушают свою же деревню.
- Режиссер / Сценарист: Хироюки Китакубо.
- Дизайнер персонажей: Ёсиюки Садамото.

### Кошмар
«Кошмар» (яп. ニワトリ男と赤い首 Ниватори отоко то акаи куби, Куриный человек и красношей). Главный герой стал свидетелем того, как ночной Токио захватили ожившие машины, стилистикой похожие на работы Иеронима Босха. Он пытается спасти себя, а наутро город возвращается к своей обычной жизни.
- Режиссер / Сценарий / Дизайнер персонажей: Такаси Накамура.

## Роли озвучивали
- Кодзи Морицуги — Главный герой (Presence)
- Дзюнко Матида — Девушка-андроид (Presence)
- Кэйко Ханагата — Бабушка (Presence)
- Нарико Фудзиэда — Внук (Presence)
- Кумико Такидзава — Дочь (Presence)
- Ая Мурата — Внучка (Presence)
- Хидэюки Умэдзу — Коллега (Presence)
- Кэй Томияма — Санкити (A Tale of Two Robots)
- Тиса Ёкояма — Яёи (A Tale of Two Robots)
- Кацуэ Мива — Фукусукэ (A Tale of Two Robots)
- Канэто Сиодзава — Дэндзиро (A Tale of Two Robots)
- Току Нисио — Даймару (A Tale of Two Robots)

## Выпуск на видео
Фильм впервые издавался в Японии в 1987 году на VHD от Victor Entertainment. В 1988 году появились лазердиски Bandai.
Streamline Pictures выпустила Robot Carnival в 1991 году для ограниченного показа в кинотеатрах США, затем на VHS и LaserDisc плохого качества. По неизвестным причинам, в этом издании фрагменты были переставлены, а большая часть «Конца» Кацухиро Отомо убрана. Более того, дублированная версия «Присутствия» содержала значительное количество недобросовестно написанных диалогов, поэтому смотреть было нелегко. «Странные рассказы о машинной эпохе Мэйдзи», переименованные в «Повесть о двух роботах», получили намеренно искажённый дубляж в стиле Годзиллы, где изображены «британский» сумасшедший учёный и плохой японский акцент у остальных персонажей. Вероятность выхода DVD уменьшалась. Super Techno Arts, американское подразделение APPP, объявило о намерении переиздать фильм, но готовность вызывала сомнения. Поэтому приходилось довольствоваться видеокассетами, которые продавались на eBay и Amazon. Хороший японский DVD без английских субтитров был выпущен в 2000 году, включая лимитированную версию со 104-страничной книгой. Премьера на американском телевидении состоялась в 1993 году, когда фильм был показан на канале Sci Fi в блоке японской анимации.
В 2015 году американская компания Discotek Media издала Robot Carnival на DVD, а в 2018 году на Blu-ray в соотношении 1,85:1 и со звуком LPCM 2.0. The Fandom Post включил Robot Carnival в список лучших классических аниме-релизов 2015 года. Поклонники были довольны выпуском DVD. Новый Blu-Ray — лучшее издание из существующих, потому что предназначается для всех регионов. Широкоэкранная реставрация проводилась на основе оригинальной плёнки. Кроме аудио на двух языках, можно выбрать порядок просмотра: либо исходный, либо американский от Streamline Pictures, как было на лазердисках, видеокассетах и даже в кинотеатральной версии. По словам японских продюсеров, расстановка произвольная, что подходит для ностальгирующих отаку. Дополнения включали трейлеры, профили режиссёров, раскадровки, галерею изображений, в том числе отсканированные рекламные материалы в высоком разрешении. Был снят документальный фильм «Воспоминания о „Карнавале роботов“: взгляд в прошлое классической антологии», рассказанный Майклом Тулом и срежиссированный Джастином Севакисом; там присутствовало интервью с Джерри Беком, историком анимации и сооснователем Streamline Pictures. Дизайн персонажей и синтезаторная музыка могут оттолкнуть зрителей, если им не близка эстетика 1980-х годов. Большинство считает «Присутствие» лучшим, но «Звёздный ангел» повторяет урок, который полезно запомнить фанатам аниме XXI века: никогда не доверять двойникам Чара Азнабля, потому что присущее им очарование заставит предать всех.
В 2021 году появился 4K Ultra HD Blu-ray (2160p, HDR10) в двух вариантах: 4:3 и 16:9 со звуком DTS-HD Master Audio 2.0. Согласно Discotek Media, видео также восстановлено из оригинальных негативов. Дополнительные материалы те же.

## Саундтрек
| №   | Название                            | Автор(ы)      | Длительность |
| --- | ----------------------------------- | ------------- | ------------ |
| 1.  | «Coming Soon -Opening-»             | Дзё Хисаиси   | 3:55         |
| 2.  | «Niwa-Tori Otoko To Akari Kubi I»   | Дзё Хисаиси   | 3:33         |
| 3.  | «Niwa-Tori Otoko To Akari kubi IV»  | Дзё Хисаиси   | 1:09         |
| 4.  | «Raihosha»                          | Дзё Хисаиси   | 1:38         |
| 5.  | «Deprive»                           | Дзё Хисаиси   | 3:43         |
| 6.  | «Presence III»                      | Дзё Хисаиси   | 2:48         |
| 7.  | «Presence V»                        | Дзё Хисаиси   | 1:15         |
| 8.  | «-Wa-»                              | Дзё Хисаиси   | 2:00         |
| 9.  | «-Sai-»                             | Дзё Хисаиси   | 4:28         |
| 10. | «Nani?»                             | Исаку Фудзита | 0:45         |
| 11. | «Struggle»                          | Исаку Фудзита | 1:59         |
| 12. | «Ora»                               | Исаку Фудзита | 3:38         |
| 13. | «Heart & Hand»                      | Дзё Хисаиси   | 4:11         |
| 14. | «Merry-Go-Round»                    | Дзё Хисаиси   | 3:09         |
| 15. | «Unit 1»                            | Дзё Хисаиси   | 2:46         |
| 16. | «Unit 2»                            | Дзё Хисаиси   | 4:26         |
| 17. | «Niwa-Tori Otoko To Akari Kubi II»  | Дзё Хисаиси   | 1:55         |
| 18. | «Niwa-Tori Otoko To Akari Kubi III» | Дзё Хисаиси   | 3:14         |
| 19. | «Battle»                            | Дзё Хисаиси   | 4:11         |
| 20. | «Presence I»                        | Дзё Хисаиси   | 1:12         |
| 21. | «Presence IV»                       | Дзё Хисаиси   | 2:50         |
| 22. | «Prologue»                          | Исаку Фудзита | 0:39         |
| 23. | «In The White Cloud»                | Исаку Фудзита | 1:20         |
| 24. | «Silent»                            | Исаку Фудзита | 1:11         |
| 25. | «Twilight»                          | Исаку Фудзита | 0:47         |
| 26. | «Buru Na Kimochi»                   | Дзё Хисаиси   | 3:11         |
| 27. | «See You Again -Ending-»            | Дзё Хисаиси   | 3:20         |

Музыка написана композиторами Дзё Хисаиси и Исакой Фудзитой. Аранжировка их же, кроме 13, 14 и 26 — Масахиса Такэити. Звукорежиссёр — Ясунори Хонда, сведение — Хидэаки Араи и Киёси Абэ, продюсер — Кадзуфуми Номура, синтезатор — Хидэси Киёкава и Юкари Хасимото.
Поскольку в большинстве фрагментов нет диалогов, музыка особенно важна для каждой истории. За исключением клавишных для «Облака» и «Присутствия», основная часть саундтрека исполнена в электронной форме, распространённой в компьютерных играх того времени. «Повесть о двух роботах» включает крики из кабуки и звучание традиционных японских инструментов (барабанная дробь).

## Критика
Robot Carnival входит в число 50 ключевых аниме-фильмов по мнению обозревателей Британского института кино. 35 место в списке 100 лучших аниме-фильмов согласно журналу Paste. Борис Иванов из редакции сайта Hi-Fi.ru поместил «Карнавал роботов» на 76 позицию среди 100 лучших аниме за всю историю кино. CBR назвал Robot Carnival невоспетым шедевром, который не получил заслуженной любви, внимания и поклонения. Otaku USA считает, что антологию проигнорировали не из-за качества: проблема заключалась в современном отношении к потреблению медиа — этот фильм не соответствует запросам фанатов аниме. Короткометражные части трудно классифицировать привычными способами. Таким образом, Robot Carnival пользуется репутацией антиквариата. Его легко отвергнуть на том основании, что форма берёт верх над содержанием. В подобной ситуации кажется невероятным, что Discotek Media выпустила Blu-ray. Однако, антология является своего рода облегчением и убежищем для художников, даже отказом от статус-кво, поиском нового мышления и бытия, чему соответствует понятие «карнавализация». По мнению The Fandom Post, трудно представить, что Вачовски, которые продемонстрировали свою любовь к аниме в «Матрице» и «Спиди-гонщике», не обращались к Robot Carnival.
Джонатан Клементс и Хелен Маккарти в энциклопедии заметили, что данная антология о роботах является собранием знаменитостей и отличным примером того, как можно по-разному подойти к теме с точки зрения сценария и дизайна. Это также одно из самых простых аниме для показа зарубежной аудитории, потому что там очень мало диалогов и много визуального содержания. «Начало» и «Конец» Отомо и Фукусимы с отвращением смотрят на то, что может случиться, когда соблазнительное развлечение оказывается в бедной местности. Танцующие куклы показаны в стиле 1930-х годов. «Звёздный ангел» Китадзумэ овеян стилем и атмосферой начала 1980-х годов; все персонажи могли выйти прямо из вселенной Gundam. «Облака» Охаси (он же Мао) — более абстрактное произведение, с красивыми медленными изображениями и гипнотической музыкой, когда маленький робот не спеша идёт сквозь надвигающуюся бурю навстречу солнечному свету. Преднамеренный ретро-дизайн и монотонный карандашный набросок на удивление выглядят современно в XXI веке. «Лишение» Амори — ещё один роман между парнем и девушкой, но в обрамлении хеви-метала. Любимую похищает злое существо в макияже Kiss. «Шестерёнка Франкенштейна» Моримото — забавный и причудливый взгляд на ограничения науки, где изобретатель упускает из виду аккуратность и внимание к деталям, разрушая свой эксперимент. «Повесть о двух роботах» Китакубо — фарс о национализме: японский робот, управляемый детьми, должен бороться с сумасшедшим белым учёным и его инопланетной военной машиной. «Кошмар» Накамуры заставит зрителей переживать, поскольку осколки городской жизни обретают зловещие формы. «Присутствие» Умэцу — венец коллекции, «жемчужина истории любви», оформленная басней об устаревании людей и технологий и ответственности создателя за своё творение, усиленная привлекательным саундтреком, «главная тема которого незабываема». Диалоги фрагмента были озвучены американцами на смехотворном «британском», но это единственный недостаток фильма, изящно стареющего в отличие от разрекламированного нового материала. Антологию можно сравнить с Neo Tokyo 1987 года и более поздней «витриной» аниме — Memories.
Джастин Севакис, основатель сайта Anime News Network, в рубрике Buried Treasure указал, что список талантов, стоящих за фильмом, представляет собой «кто есть кто» в аниме. Тогда эти художники были восходящими звёздами. Единственным ограничением стала тематика — роботы. Главной частью является саундтрек, написанный Дзё Хисаиси. По мнению Севакиса, 1980-е годы были единственным десятилетием, когда полностью электронная музыка ещё могла считаться «высоким искусством». Представители аниме-индустрии называют данную эпоху «золотым веком», и этот фильм — яркий пример. Robot Carnival — негодный для продажи, с большим бюджетом и полной свободой творчества двадцатилетних авторов, своего рода излишество, которое японская экономика пузыря могла себе позволить в те дни. Для понимания высоких затрат нужно увидеть иллюстрации, навязчивое внимание к деталям и плавность анимации, созданной в основном с частотой 24 кадра в секунду. В 1987 году такого не было даже у Studio Ghibli. По современным меркам удивительно, что в производстве не использовались компьютеры.
Самое интересное — это содержание. Что может создать с нуля молодой трудолюбивый художник, если будет возможность? В результате получается «странная мешанина». Эпизоды «Звёздный ангел» и «Лишение» легко пропустить, потому что они наполнены клише из аниме с поп-музыкой в стиле MTV (вроде «Take On Me» группы a-ha), изредка обращаясь к связности и логике. Происходящее напоминает футуристический «Питер и Венди» и токийский Диснейленд. Там нет хорошего повествования, интерес представляет качество анимации. «Настоящие жемчужины коллекции» — «Начало» и «Конец», одни из лучших издевательских сатир Отомо. «Карнавал роботов» — гигантская какофония развлечения и ликующего разрушения. Когда танк превращает трущобы в пыль, можно подумать, что это политическая метафора. «Повесть о двух роботах» — безусловно, самый смешной отрывок, с обстановкой между японским пропагандистским фильмом о Второй мировой войне и произведением эпохи Мэйдзи. Но в конце XIX века технологии не подходили для гигантских роботов, поэтому всё становится более нелепым. «Присутствие», утончённое и незабываемое, поражает вниманием к мелочам. Между забытым и классическим находятся «Кошмар» — сюрреалистический взгляд на уничтожение Токио машинами, глазами испуганного Икабода Крейна и «Шестерёнка Франкенштейна» — немецкий экспрессионизм, например, «Кабинет доктора Калигари». Наконец, «Облако» — единственное произведение современного искусства в антологии, грустная история бредущего невинного робота, где саундтрек раскрывается в полной мере. Что касается очевидного сравнения с «Фантазией» (эпизод «Ночь на Лысой горе»), то некоторые фрагменты («Кошмар») были вдохновлены Диснеем, но большинство выходят далеко за рамки. Среди других влияний популярной культуры: Мадонна, «Улицы в огне» и Сэйко Мацуда.
THEM Anime высоко оценил на 4 из 5 звёзд. В коллекции короткометражных аниме истории сильно различаются: простые и мелодраматические, абстрактные и символичные, трогательные и навязчивые, извращённые и причудливые. Все они хорошо анимированы и связаны с роботами или, по крайней мере, с мехами. Вопрос заключается в том, как подвести итог: A.D. Cop Rock, «Меха: мюзикл», Tales From the Garage, «Фантазия 2»? По мнению рецензента, вероятно, нет ничего похожего на это аниме. В большинстве частей отсутствуют диалоги, вместо них играет музыка, приятная и кинематографичная, когда необходимо. Есть весёлая часть о Японии XIX века, где персонажи ведут себя так, как будто их специально плохо дублировали. Одни фильмы интереснее других, и более абстрактные могут заставить ждать какого-то действия, а некоторые вообще не имеют смысла. В целом, при правильном настроении просмотр будет достойным. Такое может быть забавно, если провести время на аниме-фестивале, чтобы «получить хорошую дозу сюрреализма». Аудитория: старше 10 лет из-за насилия, хотя здесь нет явно неприемлемого содержания, детям будут скучны и непонятны медленные части. Также рекомендуются Noiseman Sound Insect, Cat Soup (для странных эпизодов) и Memories. Североамериканское отделение APPP (Super Techno Arts) сообщало, что продолжение антологии находилось в разработке, однако на 2014 год подробности неизвестны.